# Mauro Peixoto

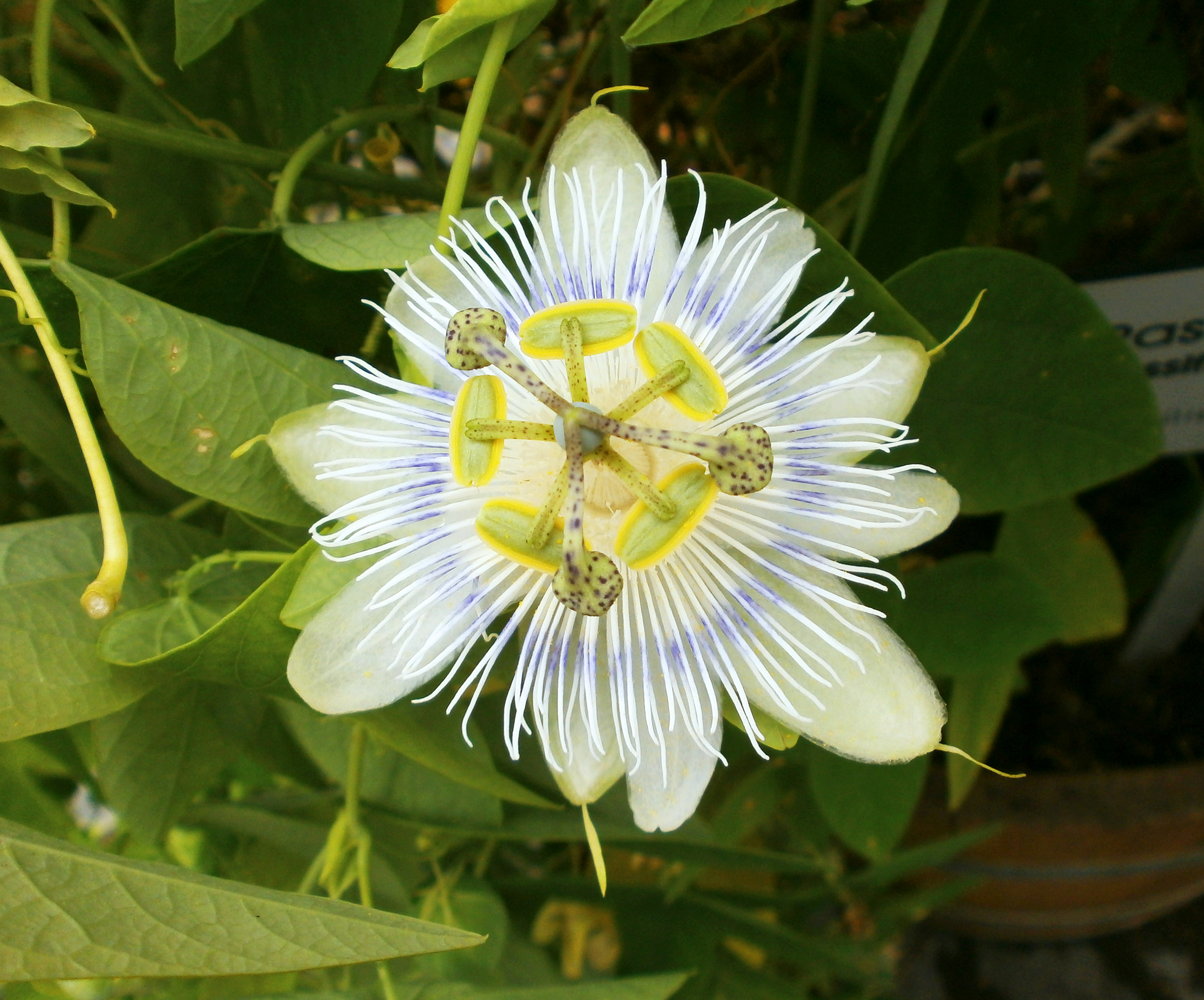
Passiflora echleriana 'Mauro Peixoto'

Mauro Peixoto (1950) is een Braziliaanse botanicus. Hij woont in de deelstaat São Paulo.
Al vroeg was Peixoto geïnteresseerd in planten en op twaalfjarige leeftijd begon hij met kweken van orchideeën. Op latere leeftijd begon hij met het bestuderen en cultiveren van andere plantenfamilies waaronder Gesneriaceae, Amaryllidaceae, Passifloraceae, Aristolochiaceae en andere families die inheems zijn in Brazilië en met name die planten die voorkomen in het Atlantische regenwoud in het zuidoosten van Brazilië.
Hij bestudeert en fotografeert de planten in hun natuurlijke habitat waarvoor hij heel Brazilië rondreist. Ook werk hij als gids voor geïnteresseerden die planten willen observeren in hun natuurlijke omgeving. Op zijn reizen heeft hij vele soorten ontdekt die voordien onbekend waren voor de wetenschap. Hij is ook degene die de verloren gewaande Passiflora kermesina terug in cultuur bracht.
Hij werkt veel samen met Alain Chautems die met zijn hulp een uitgebreide collectie van de familie Gesneriaceae heeft opgezet in Conservatoire et Jardins botaniques de la ville de Genève, de botanische tuin van Genève. Ook heeft Peixoto gewerkt aan het opzetten van een plantencollectie aan Instituto Plantarum de Estudos da Flora (“Planteninstituut voor studies van de flora”) in Nova Odessa in de deelstaat São Paulo. Tevens verkoopt hij zaden van de planten die hij kweekt aan geïnteresseerden.
Een voorbeeld van een botanische naam die mede door hem is gepubliceerd, is Nematanthus pycnophyllus Chautems, T.Lopes & M.Peixoto (2005). In 2002 heeft hij een onderscheiding gekregen voor zijn verdiensten van The Gesneriad Society. De cultivar Passiflora echleriana 'Mauro Peixoto' is naar hem vernoemd. 